# Kaseria
Kaseria is een geslacht van vlinders van de familie tandvlinders (Notodontidae).

## Soorten
- K. dicolis Schaus, 1937
- K. gemonia Schaus, 1906